# Giovanni Spezia
Giovanni Spezia (Piacenza, 23 febbraio 1923 – Piacenza, 16 ottobre 1994) è stato un politico e partigiano italiano.

## Biografia
Figlio di Artemio e Gina Repetti. Rimase orfano del padre per un incidente sul lavoro, avvenuto il 29 aprile 1926. Con i fratelli Carlo e Giacomo trascorre l’infanzia all’orfanotrofio di Ca’ Torricelle. Sposò Margherita Ghiozzi e ne rimase vedovo nel 1970, è padre di quattro figli: Artemio, Mario, Maria Donatella e Maria Stella.
Morì il 16 ottobre 1994 nella sua casa di Piacenza, dopo pochi mesi di malattia, all'età di 71 anni.

### Carriera
In gioventù entrò nell’Oratorio di Santa Maria in Torricella, allora guidato da Don Serafino Dallavalle, iniziando con l’attività teatrale presso la locale filodrammatica Turris. Fu operaio prima presso la Bubba S.A. di Santimento e poi presso la "J. Massarenti SpA" di Piacenza, industria pionieristica nella costruzione e utilizzo di impianti di petrolio, vapore e acqua.
Nel 1944 sceglie la strada della montagna aggregandosi ai partigiani della Divisione Val d'Arda del comandante Giuseppe Prati.
Nel dopoguerra si diploma come perito industriale meccanico alle scuole serali ed entra poi all’Agip. Aderisce all’Azione Cattolica e, dall’inizio, all'ACLI di cui ricopre vari incarichi dirigenziali iniziando dall’ENAIP di cui è tra i fondatori; si iscrive alla Democrazia Cristiana di cui diviene segretario provinciale di Piacenza nel 1963 e poi consigliere nazionale.
Ricopre diversi incarichi politico-istituzionali: 
- Consigliere provinciale di Piacenza (1975-1980 e 1985-1990);[5]
- Consigliere regionale dell’Emilia-Romagna (1970-1975);
- Senatore della Repubblica per due legislature (1976-1983);[6]
- Consigliere comunale di Nibbiano, di cui ricorda sempre le radici materne, nel periodo 1980-1985.[7]

## Incarichi e uffici ricoperti nella VII Legislatura Senato
- Gruppo Democratico Cristiano: Membro dal 5 luglio 1976 al 19 giugno 1979
- 5ª Commissione permanente (Bilancio): Membro dal 6 agosto 1976 al 19 giugno 1979
- 9ª Commissione permanente (Agricoltura): Membro dal 27 luglio 1976 al 29 luglio 1976 (in sostituzione del Sottosegretario di Stato Decio Scardaccione fino al 29 luglio 1976)
- 11ª Commissione permanente (Lavoro, previdenza sociale): Membro dal 27 luglio 1976 al 5 agosto 1976
- Commissione parlamentare per le questioni regionali: Membro dal 22 ottobre 1976 al 19 giugno 1979
- Convenzione AERITALIA aeromobili percorsi internazionali: Presidente dal 27 settembre 1978 al 19 giugno 1979

## Incarichi e uffici ricoperti nella VIII Legislatura Senato
- Gruppo Democratico Cristiano: Membro dal 20 giugno 1979 all'11 luglio 1983
- 5ª Commissione permanente (Bilancio):

1. Membro dall'11 luglio 1979 al 22 luglio 1981
2. Segretario dal 23 luglio 1981 all'11 luglio 1983

- 12ª Commissione permanente (Igiene e sanità): Membro dall'11 luglio 1979 al 15 luglio 1979 (in sostituzione del Sottosegretario di Stato Stefano Giosuè Ligios fino al 15 luglio 1979)
- Commissione parlamentare per le questioni regionali:

1. Membro dal 7 agosto 1979 al 21 settembre 1981
2. Vicepresidente dal 22 settembre 1981 all'11 luglio 1983

- Commissione parlamentare di vigilanza sull'anagrafe tributaria: Membro dal 10 luglio 1980 all'11 luglio 1983
- Parlamentari membri della Commissione per la vigilanza sull'amministrazione del debito pubblico: Membro dal 19 dicembre 1979 all'11 luglio 1983